# جنيه مالطي
الجنيه المالطي هو عملة مالطا منذ 1983 بعد أن استبدل بالليرة المالطية. الجنيه المالطي يقسم إلى 20 شلنغ.

## التاريخ
في عام 1825، عرض على النظام الإمبراطوري ومجلس العملة البريطانية إلى مالطا، لتحل محل الحالة التي تكون فيها مختلف coinages تعميمها، بما في ذلك التي أصدرت في مالطا من قبل فرسان القديس يوحنا. وقدرت قيمة الجنيه في 12 سكودو من العملة المحلية. سعر الصرف هذا يعني أن أصغر عملة المالطية، و grano، كان يستحق ثلث (أ) (1 == 20 scudo تاري == 240 grani) شيء ضئيل القيمة. وبناء على ذلك، صدرت عملات شيء ضئيل القيمة ⅓ لاستخدامها في مالطا حتى 1913، جنبا إلى جنب مع العملة البريطانية العادية. بين المستعمرات البريطانية التي تستخدم العملة الجنيه الاسترليني، ومالطا فريدة من نوعها في وجود عملة شيء ضئيل القيمة.